# Jeff Kitura
Jeff Kitura (2 augustus 1979) is een Canadees langebaanschaatser. Vanaf het seizoen 2007-2008 maakt hij deel uit van het nationale team langebaanschaatsen.

## Persoonlijke records
| Afstand      | Tijd     | Datum            | Baan    |
| ------------ | -------- | ---------------- | ------- |
| 500 meter    | 36,23    | 17 maart 2007    | Calgary |
| 1000 meter   | 1.09,07  | 10 januari 2010  | Calgary |
| 1500 meter   | 1.45,57  | 26 oktober 2007  | Calgary |
| 3000 meter   | 3.48,28  | 13 maart 2007    | Calgary |
| 5000 meter   | 6.38,30  | 28 december 2009 | Calgary |
| 10.000 meter | 14.29,33 | 5 januari 2003   | Calgary |

## Resultaten
| Jaar | CK N-Amerika | WK Allround |
| ---- | ------------ | ----------- |
| 2009 | 9e           |             |
| 2010 | 11e          | NC21        |